# علی موسی
علی موسی (انگلیسی: Ali Musse؛ زادهٔ ۱ ژانویهٔ ۱۹۹۶) بازیکن فوتبال است.
وی همچنین در تیم‌های ملی فوتبال Canada men's national under-17 soccer team و سومالی بازی کرده‌است.